# Martti Talvela
Martti Talvela (Hiitola (Khiytola), aleshores Finlàndia, República de Carèlia, 4 de febrer de 1935 - Juva, Finlàndia, 22 de juliol de 1989) fou un cantant d'òpera finlandès, amb veu de baix.

## Vida i carrera
Va estudiar a l'acadèmia de música de Lahti de 1958 a 1960, i amb Carl Martin Ohman a Estocolm, i va debutar a Hèlsinki l'any 1960 amb el personatge de Sparafucile de Rigoletto de Verdi.
L'any 1962 va debutar en el Festival de Bayreuth, com a Titurel, on més tard hi va interpretar els papers de Daland, rei Marke, Fasolt i Hunding.
Es va unir a l'Òpera Alemanya de Berlín. Després va debutar a La Scala de Milà (1963), Viena (1965), Salzburg (1967) i al Metropolitan Opera (1969), on després faria una interpretació molt celebrada de Borís Godunov l'any 1977. A la Royal Opera House, Covent Garden va ser admirat com a Gurnemanz i Dosifey (Khovànxtxina de Mússorgski).
De 1972 a 1980 Martti Talvela va ser director artístic del Festival Savonlinna a Finlàndia, on va aparèixer com Sarastro i Felip II i a diverses obres contemporànies. Va haver d'abandonar per problemes de salut. Va morir d'un atac al cor després d'estar ballant en la boda de la seua filla.

## Veu i repertori
Va ser el cantant líric més alt del segle xx, amb els seus 2,01 metres d'alçada i un pes entre 130 i 150 quilos. Aquesta imponent presència escènica quedava reforçada pel seu art consumat a l'hora de caure: en el paper de Borís Godunov, la seua millor encarnació, sabia afonar-se com un roure, la qual cosa mai no deixava d'impressionar al públic.
A aquestes enormes dimensions li corresponia una veu no particularment profunda, però sí voluminosa i flexible. Va posseir una de les veus de baix més sonores i potents de la postguerra. La seua veu semblava estendre's sense esforç, sense la "ruptura" a la que la major part dels baixos han de recórrer per a aconseguir les seues notes més profundes, i sense la qualitat poc musical que sovint es troba en els baixos capaços de les notes més greus. La seua veu era molt àmplia i al mateix temps, extremadament poderosa no obstant amb un segell clar i natural que li permetia una paleta impressionant de matisos.
| « | El paper més admirat d'aquest home gegantí amb la seua veu massissa va ser el Borís Godunov de Mússorgski, que va interpretar amb potència sempre creixent en tres versions diferents, al voltant d'un centenar de vegades (Rolf Fath) | » |

Els seus papers més destacats van ser:
- En el repertori rus, a més de Borís Godunov, Pimen en la mateixa òpera de Modest Mússorgski Borís Godunov, així com príncep Gremin a Eugene Onegin de Txaikovski.
- Els wagnerians Hagen (Götterdämmerung), Hunding (Die Walküre), Titurel i Gurnemanz en (Parsifal), Rei Marke (Tristan und Isolde), Fasolt (Das Rheingold) i Fafner (Sigfrid).
- Els mozartians Comendador (Don Giovanni), i Sarastro (La flauta màgica).
- Com Paavo Ruotsalainen a Viimeiset Kiusaukset (Les últimes temptacions) de Joonas Kokkonen.
- Algunes aconseguides incursions en obres verdianes: El Gran Inquisidor (Don Carlos) i Sparafucile (Rigoletto).

El seu últim enregistrament, ja molt afectat per la malaltia, va ser una memorable versió del Viatge d'hivern, de Franz Schubert.

## Discografia (seleccionada)

### Òperes completes
- Amb Herbert Von Karajan: Der Ring des Nibelungen, en els papers de Fasolt i Hunding, Cor de l'Òpera Nacional Alemanya de Berlín, Orquestra Filharmònica de Berlín (Deutsche Grammophon, 1970); Borís Godunov, en el paper de Pimen, Cor de l'Òpera de Viena, Orquestra Filharmònica de Viena (Decca, 1970).
- Amb Karl Böhm: rei Marke a Tristan und Isolde, Orquestra i cor del Festival de Bayreuth, enregistrament en viu (DG, 1966); Don Fernando a Fidelio, amb el Cor i orquestra de la Staatskapelle de Dresden (DG, 2005).
- Amb Georg Solti: Osmín a El rapte en el serrall, Cor de l'Òpera estatal de Viena, Orquestra Filharmònica de Viena (Decca).
- Amb Hans Knappertsbusch: Titurel a Parsifal, Orquestra i cor del Festival de Bayreuth, enregistrament en viu (Philips, 1962).

### Àlbums
- "The Singers - Martti Talvela", London/Decca, 2002. 72 minuts en què interpreta obres de Robert Schumann: Gedichte, OP. 35. Modest Mússorgski: Cançons i danses de mort; Cançó de Mefistòfil. Serguei Rakhmàninov: Cançons, OP. 26: no 6, Crist s'aixeca; Cançons, OP. 4: no 4, No cantes per a mi, bella donzella; Cançons, OP. 26: no 12, La nit és trista; Cançons, OP. 4: no 1, Oh no, t'ho pregue, no m'oblides.
- "A Tribute to Martti Talvela", Ondeline, 1999. 77 minuts en què interpreta cançons i àries d'òpera de Toivo Kuula (1883 - 1918): Aniré pels carrers; Ploraré des del fons de la tomba; Oh, aquests milers d'hores; Els nois vaguen pels carrers del poble; El vent va doblegar la copa del bedoll; Ketolan Jukka; La gent creu que estic pletòric d'alegria. Jean Sibelius: Kullervo, OP. 7: El lament de Kullervo. Wolfgang Amadeus Mozart: El rapte en el serrall: Ària Solche hergelauf'ne Laffen. Giuseppe Verdi: Don Carlos: Ella giammai m'amo...Dormiro sol sul mio manto regal. Richard Wagner: Der fliegende Holländer: Mogst Du, mein Kind. Modest Mússorgski: La cançó de la puça de Mefistòfil; Borís Godunov: Tinc l'ànima afligida; He conquerit el poder suprem (monòleg de Borís); Adéu, fill meu (Mort de Borís). Joonas Kokkonen (1921 - 1996): Les últimes temptacions: Tinc encara, abans de morir; No puc obrir la porta. Nikolai Rimski-Kórsakov: Sadko: Cançó del mercader vareg. Yrjo Kilpinen (1892 - 1959): Cançons, OP. 23, núm. 1 Des de la vora, i núm. 3, Nit d'estiu; Lakeus, OP. 22, núm. 3, Nit.

### Enregistraments audiovisuals
- Die Entführung aus dem Serail (El rapte en el serrall, 1980) producció Alemanya per a televisió, dirigida per Karlheinz Hundorf, en la que Martti Talvela representa el paper d'Osmín; altres cantants: Thomas Holtzmann, Francisco Araiza, Edita Gruberová, Reri Grist i Norbert Orth.
- The Bartered Bride (La núvia venuda, 1978), producció estatunidenca per a televisió d'aquesta òpera de Bedřich Smetana, amb Martti Talvela en el paper de Kecal; altres cantants: Teresa Stratas, Nicolai Gedda, Jon Vickers i Derek Hammond-Stroud.
- Fidelio (1970), pel·lícula austríaca dirigida per Ernst Wild, amb Martti Talvela en el paper del Don Fernando; altres cantants: Josef Greindl, Donald Grobe, Gwyneth Jones, James King, Olivera Miljakovic i Gustav Neidlinger.